# ナポリタン
ナポリタンは、パスタ料理の一種で、茹でたスパゲッティをタマネギ、ピーマン、ベーコンなどの具材と共に炒めトマトケチャップで調味したもの。日本発祥のパスタ料理であり、類似の名を持つイタリア料理のスパゲッティ・アッラ・ナポレターナとは異なる。
ナポリタンに類似した名で呼ばれるパスタ料理は幅広く存在するが、本稿では、第二次世界大戦後に日本の喫茶店や洋食店で広く提供されていた、軟質小麦を原料としたコシのない麺をケチャップ味で仕上げたものを中心に解説する。その周辺の類似したパスタ料理についても適宜解説する。

## 調理方法

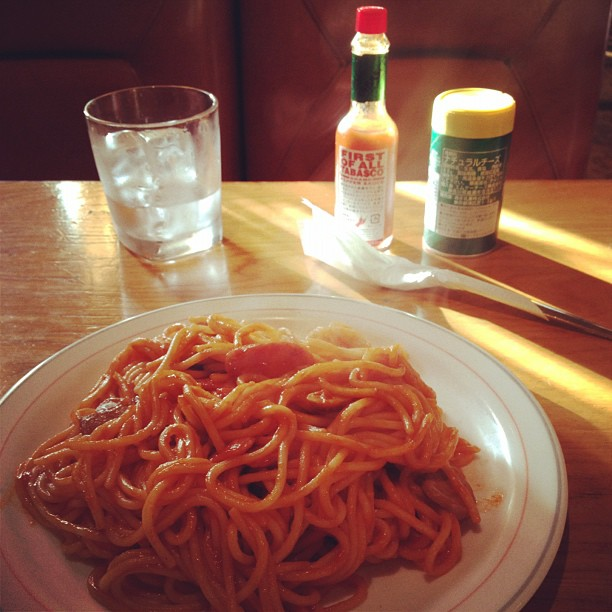
ナポリタンの一例。後方右側に粉チーズ、中央はタバスコペッパーソース。この品ではベーコン、タマネギ、ピーマンは見られない。

日本パスタ協会のおすすめレシピによると、オリーブ油を熱したフライパンでベーコン、タマネギ、ピーマンなどの具材を炒めたうえで、トマトやケチャップを加えてさらに炒め、茹でたスパゲッティを混ぜて塩コショウで味を調えて作る。ベーコンはハム、ソーセージなどに置き換わることがある。好みでタバスコペッパーソースや粉チーズをかける。

### 麺の「茹で置き」と「炒め」
喫茶店や洋食店などのナポリタンには、茹でた麺を一定時間寝かせる工程や、再加熱時に麺を炒める工程が加わる。
麺を芯がなくなるまで茹でてサラダ油で和え、冷蔵庫で一晩置く。客の注文が入ってからケチャップ、具とともにフライパンで炒めつつ再加熱する。麺を余計に茹でるのも、油で和えるのも、冷蔵保存と再加熱時に水分が飛んで麺が乾燥するのを防ぐためとされる。
日本経済新聞のコラム「食べ物新日本奇行」で、編集委員の野瀬泰申は、麺を茹で置いて客の注文が入ってから再加熱する調理法が立ち食いそばと同じであると述べたうえで、同様のパスタの茹で置きがベルギーの街のカフェでも行われている話を紹介し、「冷凍麺がなかった時代に生まれた調理時間の短縮技と思われる」と述べている。
小説家の浅田次郎は、エッセイの中でナポリタンを次のように描写している。
また、大衆食を題材にしたエッセイ「『丸かじり』シリーズ」で知られる漫画家の東海林さだおは、ナポリタンを次のように描写している。

## 起源と歴史

### トマトソースのパスタの誕生
ナポリタンはトマトケチャップを用いて作られる料理であるが、トマトが新大陸からスペイン経由でナポリ王国に伝わったのは1554年とされる。
当時のナポリは良港として名高く、またシチリアとともにスペイン・ハプスブルク朝に支配されていたため、スペインを通じて新大陸の食材が手に入りやすい環境にあった。トマトソースのパスタは17-18世紀ごろにはナポリに存在していたとされる。
歴史的にトマトベースのソースを記した最初のイタリア料理書は、在ナポリスペイン副王の宰相に家令として仕えたイタリア人シェフ、アントニオ・ラティーニ（英: Antonio Latini）が著し1696年に発行された Lo Scalco alla Moderna（『近代的家令』あるいは『現代の給仕長』など）である。同書にはトマトを使った「Salsa di pomadoro alla spagnola（スペイン風トマトソース）」が記されている。
このソースは、皮をむいて刻んだトマトに、みじん切りのタマネギとピーマン、イブキジャコウソウ、塩、オイル、酢などを混ぜたもので、ラティーニ自身は茹でた肉にかけることを奨めていた。
1773年には、ナポリ在住のヴィンチェンツォ・コラード（伊: Vincenzo Corrado）が、著書Il Cuoco Galante（『粋な料理人』）の中でトマトソースの汎用性を賞賛し、トマトソースと組み合わせるものの例として、肉、魚、卵や野菜とともにパスタも挙げている。
1790年には、ローマ出身の料理人フランチェスコ・レオナルディ（英: Francesco Leonardi (chef)）も、著書L'Apicio moderno（『現代のアピキウス』）で、トマトソースとパスタとの組み合わせを紹介している。
トマトとパスタを組みあわせた料理のレシピが文献に登場するのは、1839年にナポリのヴォンヴィチーノ公爵であるイッポリート・カヴァルカンティ（伊: Ippolito Cavalcanti）が著した Cucina Teorico-Practica（『料理の理論と実践』）に記載された「ヴェルミチェッリのトマト添え」が最初だとされる。

#### ナポリの「トゥレ・チェンテジミのヴェルミチェッリ」
18世紀ごろのナポリでは、貧しい庶民の間でトマトソースのパスタ料理「トゥレ・チェンテジミのヴェルミチェッリ」が食べられていた。
当時ナポリの路上にはパスタを売る屋台があり、茹でたヴェルミチェッリにチーズをかけた「ドゥエ・チェンテジミのヴェルミチェッリ」（「ドゥエ・チェンテジミ」は2チェンテジモの意。「チェンテジモ」はリラの100分の1の貨幣単位）が売られていた。さらに1チェンテジモ追加で支払えばトマトソースをかけることができた。そこからトマトソースをかけたこのパスタを「トゥレ・チェンテジミ（3チェンテジモ）のヴェルミチェッリ」あるいは「ア・トリーエ（三つ）のヴェルミチェッリ」と呼ぶようになったという。このトマトソースは水も油も入れずトマトだけを煮詰めたものだった。
ナポリでは17-18世紀ごろにトマトソースでスパゲッティを食べる習慣が普及したが、他の地方ではこの食べ方は知られておらず、ナポリとその近郊以外では食べられていなかったという。
このナポリのトマトソースを使用した調理法がフランスに伝わり、フランス料理に取り入れられるようになった。フランスでは「スパゲッティ・ナポリテーヌ（Spaghetti Napolitaine）」あるいは「スパゲッティ・ア・ラ・ナポリテーヌ」と呼ばれた。

### 日本への伝来

#### 高級フランス料理のトマトソーススパゲッティ
明治期の日本ではロングパスタよりマカロニが主流であった。また当時の日本で西洋料理と言えばフランス料理であったことから、パスタ料理は当初マカロニやラビオリをベシャメルソースで仕上げるフランス料理として調理されていたという。ただし、日本では第二次世界大戦後までパスタの入手をほとんど輸入品に頼っていたため、ホテルや高級レストランでのみ扱われる料理であった。明治30年ごろから日本では洋食店が増加し、一部の西洋料理は日本独自の「洋食」へと変化していったが、パスタ料理は戦前の段階では「洋食」化することはなかった。
1903年にフランス料理の大家エスコフィエが著したLe Guide culinaire（『エスコフィエ フランス料理』）には、「Garniture à la Napolitaine（ガルニチュール・ア・ラ・ナポリテーヌ）」という名のパスタ料理が収録されている。そのレシピは、「スパゲティ500gをゆでて、グリュイエール・チーズ50g、パルメザンチーズ50gをおろしたもの、トマト・ピュレ1dlを合わせてつないだもの、バター100gを加えて仕上げる。ソース 主料理の肉のフォン」というものである。これは単品の料理ではなくautre garnitures（その他の付け合わせ）として収録されている。
また、築地精養軒の料理長を務めた鈴本敏雄が1920年（大正9年）に著した『仏蘭西料理献立書及調理法解説』でも、「Garniture à la Napolitaine（ガランチン・ア・ラ・ナポリテーイン）」という料理名で「Parmesan乾酪を加へたるTomato sauceにて調理したる"Spaghetti"」と、「Macaroni（又は）Spaghetti à la Napolitaine（マカロニ又はスパゲイチ・ア・ラ・ナポリテーイン）」という料理名で「ざつと茹でたるものを、赤茄子の原漿及び乾酪を加へ、充分にハムの風味を有たしたる羹汁にて煮込む」パスタ料理が収録されている。

#### 戦前の料理店のトマトソーススパゲッティ
東京・銀座の煉瓦亭には、1921年（大正10年）の時点で「イタリアン」というメニューがあった。外国航路のコックが陸に上がって伝えたものという。同店の4代目店主によれば、当時の「イタリアン」にはトマトピューレを用いていたが、関東大震災後から戦時中に食料配給制になるまではケチャップを使用していたという話もあるという。
横浜市教育委員会が発行した『横浜の食文化』p. 79には、1934年（昭和9年）1月の横浜ホテルニューグランドのメニューが掲載されており、そこには「Spaghetti Napolitaine」の記載がある。また、同ホテルの支店である東京ニューグランドの1935年（昭和10年）のメニューには、カタカナで「スパゲチ ナポリテーイン」と書かれている。この「スパゲチ ナポリテーイン」は、裏ごししたトマトとチーズで作ったソースをかけたものだったと推定されている。当時のホテルニューグランドの総料理長はドリアの考案やアラカルトの導入などで知られるサリー・ワイルであり、戦前に同ホテルで修業経験のある小野正吉は、「スパゲッティナポリタンだとか、ご飯をグラタンにしたドリアなんか、ワイルさんがはじめて出したんですよ」と発言している。
古川ロッパの『古川ロッパ昭和日記』には、1934年（昭和9年）12月22日に「三越の特別食堂」で「ナポリタン」というスパゲッティを食したことが書かれている。ただし、ロッパの記述には「少し水気が切れない感じ」とあるため、茹でたパスタにソースを絡めた料理だったと推測される。

#### 戦前の料理書に見えるトマトソーススパゲッティ
『vesta』編集部によれば、1905年（明治38年）に西洋酒食料品雑貨を輸入していた「亀屋」が発行した非売品の本『佛国料理 家庭の洋食』に、トマトソースを用いた「スパゲット・アラ・イタリアン」という料理が紹介されている。これはマカロニの代わりにスパゲッティを用いた、トマトソースのグラタン風の料理である。
1927年（昭和2年）の若林ぐん子『欧米の菓子と料理』には、「ナポリ式スパゲッチ」という料理が紹介されている。これはベーコン、タマネギ、トマト缶、トマトペーストを煮込んでソースを作り、茹でたスパゲッティにかけるものだった。
また、『婦人之友』1937年（昭和12年）12月号には、スパゲティの代わりにうどんを代用して作る「スパケテナポリタン」という料理が紹介されている。これは肉と脂とニンニクを炒めてから汁だけを残し、トマトを入れて炒め、トマトケチャップ、月桂樹の葉とシェリー酒を加えて湯で伸ばし、塩と胡椒で味付けしてソースとするレシピである。
以上のように、戦前にも「ナポリタン」や類似した名前のパスタ料理は存在した。
古川ロッパは、『ロッパ食談』において、戦後のイタリア料理店で供されるスパゲッティやマカロニについて「イタリー料理といへば、われらは、戦争前に、ニューグランドやホテルのグリルで、もっと欧風化した奴を食っている」と記し、戦前のヨーロッパ風のパスタ料理が戦後のパスタ料理とは異なっていたことを証言している。しかし、戦前のこれらのパスタ料理は太平洋戦争によっていったん忘れ去られることになる。大矢は、太平洋戦争によって日本人のそれまでの食文化がいったん完全に破壊されたのだと述べている。

### 占領下の日本とアメリカ風スパゲッティ
太平洋戦争終結後、日本はGHQの占領下に置かれた。日本国内にはアメリカ軍を中心とした連合軍が進駐軍として駐留し、日本人とアメリカ兵たちとの間には交流も生まれた。そんな中で日本人はアメリカの食文化に接することになった。

#### アメリカのパスタ文化
イタリアからアメリカへの移民は、ナポリ近傍のカンパニア地方、およびシチリア出身者が多かった。彼らは母国から輸入したパスタを食べていたが、その食文化は他のアメリカ人には広まらなかった。というのは、先に移住していた豚肉食文化のドイツ系移民による同化政策があったためである。イタリア系移民の家庭にはケースワーカーが送り込まれて肉食が奨励され、具なしパスタのようなエスニックな食文化は修正されていった。
パスタはイタリアでは富裕層にとってコース料理の中の一品、貧困層にとって単品ですべてを満たす手軽な食事という二面性を持っていたが、アメリカでは後者の側面が強まった。パスタはアメリカ人の嗜好に合わせて大衆化し、その結果として生まれたのが、スパゲッティにトマトソースとミートボールとパルメザンチーズを合わせた「スパゲッティ・ウィズ・ミートボール」であった。この料理は世界恐慌の折に安価な料理としてイタリア系以外のアメリカ人にも広まったという。
ボアルディ（英: Ettore Boiardi）兄弟は、スパゲッティの缶詰を製造し、第二次世界大戦ではアメリカ陸軍へ供給する契約を取りつけることに成功した。アメリカ人は、兵隊食（Cレーション）の缶詰スパゲッティでいっそうスパゲッティに親しむことになった。この缶詰のスパゲッティにはケチャップに近いソースが使われていて、やわらかく、ぎっとりして甘いものだった。
缶詰スパゲッティに慣れたアメリカ人はコシのないやわらかい麺に慣れ親しみ、その嗜好に合わせる形で、現地で生産されるスパゲッティも硬質小麦ではなく軟質小麦を用いたやわらかいものになった。
こうしてアメリカ人は“ケチャップあえのスパゲッティ”を好むようになり、この嗜好がGHQと共に日本に伝わることになる。

#### 「ナポリタン」のルーツ
上野玲は、アメリカのスパゲッティ・ウィズ・ミートボールがナポリタンのルーツであり、戦後に進駐軍を通じて伝わったものと推定している。池上も進駐軍が食べていたピザやスパゲッティの影響と見ている。
大矢復は、1907年に発行されてベストセラーになったペッレグリーノ・アルトゥージの主婦向けレシピ集『料理の科学と美食の技法』の「ナポリ風マッケローニ」がナポリタンのルーツであり、戦後都心にできた新興のイタリア料理店が米兵の好みに合わせて提供していた料理が広まった可能性を挙げている。

#### 入江茂忠の「スパゲティーナポリタン」
ホテルニューグランド第4代総料理長の高橋清一は、ナポリタンは第2代総料理長の入江茂忠が戦後に考案したと述べている。
ホテルニューグランドは、1945年（昭和20年）8月30日のダグラス・マッカーサーの来日直後から7年間GHQに接収されていた。入江は進駐軍の兵士がケチャップで和えただけの具なしスパゲッティを食べているのを見て、ケチャップだけでは味気ないと考え、生トマト、タマネギ、ニンニク、トマトペースト、オリーブオイルでトマトソースを作り、炒めたハム、ピーマン、マッシュルームを加えてソースで和えたスパゲッティを考案したという。このスパゲッティは「スパゲッティーナポリタン」と呼ばれた。高橋によると、「ナポリタン」という命名は、中世のころナポリの屋台で庶民向けにトマトソースをかけたスパゲティが売られていたことをヒントにしたものだという。
入江の「スパゲティーナポリタン」はケチャップを使ってはいないが、7割がた茹でたパスタを冷まし、5-6時間放置したうえで湯通しすることで麺のもっちりした食感を出す、というひと手間を加える工夫は入江の功績と見なされる。
高橋は中世ナポリ風であることが「ナポリタン」という名前の直接の由来であるとしているが、澁川は、入江は師のサリー・ワイルを通じてフランス料理の「スパゲッティ・ナポリテーヌ」の存在を知っており、日本人が呼びやすいように「ナポリテーヌ」を「ナポリタン」に変化させたのではないかと考察している（なお、入江は「スパゲチ ナポリテーイン」の提供されていた東京ニューグランドに1936年（昭和11年）ごろから勤めている）。上野は、戦時中に陸軍の厨房兵として従軍していた入江に、旧海軍の「マカロニナポリタン」という料理名の記憶があったのではないかと考察している。
また、横浜市野毛の洋食レストラン「センターグリル」では、1946年（昭和21年）の開業時よりナポリタンにケチャップが使用されていたとされる。高価で加工に手間もかかるトマトを使わずケチャップを用いるのは町の洋食店ならではの工夫だとして、センターグリルが「ケチャップナポリタン」の発祥であると見る向きもある。ただし、同店の創業者の石橋豊吉は、ワイルの経営していたセンターホテルで修業をしていて入江とも親交があり、開業後にも入江からアドバイスを受けていたという。

### パスタの国産化と普及
太平洋戦争の終結後、深刻な食糧難に陥っていた日本では、米不足を補うために主食として粉食の普及が推進された。これによって日本の製粉業も急発展する。1952年（昭和27年）に麦の政府統制が間接統制に移行したのを契機に、小麦の加工も買取加工制度に変更され、自由競争が行われるようになった。製粉会社は自由に原料を買い取って製粉できるようになった一方で、大幅に淘汰された。

#### MSA小麦の受け入れ
1954年（昭和29年）3月、日本は日本国とアメリカ合衆国との間の相互防衛援助協定 (Mutual Security Act; MSA) に調印した。MSAは本来軍事援助のためのものであるが、その中にはアメリカの余剰農産物を購入する余剰農産物購入協定も含まれていた。日本はアメリカ産の小麦50万トンを受け入れることになった。
この「MSA小麦」は政府から製粉業者に払い下げられることになったが、日本で需要のあった硬質小麦ではなく軟質小麦だったうえに他の輸入小麦に比べて割高であり、質もあまり良くないものだったという。
余剰農産物の輸出と軍事援助を組み合わせたMSAには批判も多く、余剰農産物の処理は農業貿易開発援助法（The agricultural trade development and assistance act）、通称PL480（Public Law 480、公法480号）に引き継がれることになる。日本はこのPL480にも調印し、1955年（昭和30年）5月、アメリカ産の小麦約34万トンを受け入れた。

#### アメリカ産小麦の特徴
このときアメリカから輸入された小麦は薄力粉となる軟質小麦であった。もともとオレゴン州で獲れる小麦はウェスタンホワイト種という軟質小麦であったためである。アメリカにもデュラム小麦がないわけではなかったが、その産地はロッキー山脈より東側の中西部諸州に限られており、日本向けに太平洋側へ輸送するのはコスト面で無理だった。従来の日本産の小麦も軟質のものであり、必然的に日本のパスタは薄力粉で打ったコシのないものになった。

#### キッチンカー事業の開始
1956年（昭和31年）、日本食生活協会は、厚生省との連携のもと、栄養指導車（キッチンカー）を使った栄養指導「キッチンカー事業」を開始した。この事業には、アメリカ合衆国農務省の代行機関であるオレゴン小麦栽培者連盟が資金を提供していた。日本人の栄養改善のために粉食を奨励していた厚生省と、海外市場の開拓を図る米国農務省の思惑が一致した形だった。
キッチンカーは全国各地を巡り、主婦層に直接、粉食推進、油摂取拡大による栄養改善を指導した。キッチンカーの献立に最低一品は小麦を使うことが米国側からの条件であった（のちに大豆の使用も条件に加わった）ので、パンはもちろんのこと、スパゲッティ、パンケーキ、ドーナツなど、小麦粉と油を使う料理が実演とともに無料でふるまわれた。
このキッチンカーによる料理指導のほか、フライパンでの油物調理を奨める「フライパン運動」やたんぱく質の摂取を呼びかけるコマーシャルなどによって、日本の食生活の洋風化と栄養重視嗜好が進んでいった。

#### パスタ元年
小麦の大量輸入と前後する1954年（昭和29年）、イタリアからパスタの自動製造機が輸入されTemplate:製粉振興会、1955年（昭和30年）にはマ・マーマカロニの前身となる日本マカロニ株式会社と日本製粉（現・ニップン）のオーマイブランドがそれぞれ国産スパゲッティの販売を開始した。日本国内でパスタの大量生産が始まったこの年は「パスタ元年」とも呼ばれる。
このとき、販売促進のデモンストレーション用にナポリタンの原型ともいえるケチャップを混ぜて炒める「ケチャップパスタ」が登場し、調理が簡単なメニューとして喫茶店や家庭に広まっていったという。
ただし、上野によれば、昭和30年代の時点ではこの「ケチャップパスタ」はナポリタンという料理名では呼ばれていなかった。上野は、1967年（昭和42年）に高森興産が販売したパスタが「ナポリタン」の製品化の嚆矢と推測する一方で、流通販路が限られていたためその名称が全国的に広まったとは考えにくいと述べている。1970年代に入り学校給食にナポリタンという名前でケチャップソースの現在の昔風ナポリタンと同様の物が提供されていた。
前川健一によると、1970年（昭和45年）発行の『日清製粉株式会社七十年史』に、「マカロニ類はめん類の中では特異な存在であって、業務用が主体となっている高級品である」とあり、1960年代にはまだ家庭ではスパゲッティはあまり食べられていなかった。イタリア料理店もそれほど多くなかったため、スパゲッティといえば喫茶店や洋食店で食べるもので、家庭でさかんに食べられるようになったのは1970年代か1980年代かもしれないという。
池上は、パスタ料理が庶民に普及した理由として、1970年代からのファミリーレストランの興隆を大きな要因として挙げている。ファミリーレストランの先駆けとされるすかいらーくの開業時のメニューには「スパゲティナポリタン」も記載されている。
1991年発行の『調味料・香辛料の事典』では、東京地区と大阪地区で実施された「家庭内におけるケチャップメニューの出現頻度」のアンケートにおいて、「ナポリタン」は「スパゲティ・パスタ」とは別項目に分けられたうえで、出現頻度の高いメニューとして東京地区の5位につけている（「スパゲティ・パスタ」は東京・大阪ともに3位）。

### パスタ料理の多様化
1980年代半ばごろまでは、飲食店におけるスパゲッティはミートソースかナポリタンの2種類（関東、東北ではイタリアンを加えて3種類）しかないことがほとんどであった。この2種のスパゲッティは、喫茶店、学校給食、食堂などでも広く親しまれるようになった。
1970年代から1980年代にかけて、スパゲッティの味付けや種類は多様化していく。また、1990年代の「イタめし」ブームによって、日本でも様々な本格的パスタが食べられるようになった。
その一方で、ナポリタンを供食する飲食店は以前より減少することになった。小説家の浅田次郎は、ナポリタンを見かけなくなった原因について、「主たる提供場所であった喫茶店が少なくなってしまったからである」と記し、自身の生家の喫茶店もバブルの影響で閉店したことを明かしている。

### 懐かしのメニューとして
21世紀に入ると、懐かしさや目新しさを求め、単体料理としてのナポリタンの人気がある。
一方で、片岡義男は、ナポリタンが復興したのではなく、バブル崩壊に伴う経済的縮小により本格イタリアンが衰退したという説を紹介している。

## 地域バリエーション（日本国内）
- 中部・関西圏ではナポリタンをイタリアンと呼ぶことが多く、関西以西では店によって混合している[80]。上野がマ・マーマカロニから聞いた情報によると、同社のパスタ商品「イタリアン」が関西圏で多く出回ったことから、喫茶店などでも「イタリアン」という名称が定着したのだという。上野は、これが関東と関西で呼び名の違いが生まれた理由ではないかと考察している[72]。
- 名古屋にはナポリタンを鉄板の上に載せ、卵を敷いた「イタリアンスパゲッティ」と呼ばれる派生料理がある[81]。焼いた鉄板に別のフライパンで仕上げたナポリタンスパゲティを載せ、最後に上から溶き卵を流しかけて完成となる。先に卵を鉄板に流すわけではない。
- 静岡県富士市には麺をトマトソースベースのダブルスープにつけて食べるつけナポリタンというご当地料理がある。
- 東京都八王子市には、八王子ラーメンのようにタマネギのみじん切りをトッピングにした「八王子ナポリタン」がある[82][83]。略称は「はちナポ」[84]。

八王子ラーメンにインスパイアされたと言われており、地元には加盟店組織「八王子ナポリタン倶楽部（クラブ）」がある。タマネギのみじん切りと八王子産の食材を使用することが条件であとは麺の種類や調理法、その他のアレンジは各店舗の工夫により多彩、学校給食のメニューにも採用されている。
- 島根県出雲市には、食品会社3社が2018年に売り出した「出雲ナポリタン」がある[85]。
- 長崎県長崎市のご当地グルメ「トルコライス」はナポリタン、豚カツ、ピラフ等を組み合わせた料理である。

## 諸外国事情

### イタリア
ナポリにはケチャップ炒めスパゲッティはない。米国生まれのトマトケチャップを味付けの主役に使用することはまずなく、ピーマンやハムが入ることはない。トウガラシ加工品であるタバスコペッパーソースが入ることもない。
漫画家ヤマザキマリは自身のイタリア留学時代の体験を綴った漫画エッセイ『それではさっそくBuonappetito!』で、ナポリ出身のルームメイトと「ナポリタン」を巡る顛末を描いている。そこでも、トマトケチャップを用いる「ナポリタン」は「ナポリ料理ではない」と否定されている。ルームメイトが作った一見ナポリタンらしきものはスパゲッティ・アッラ・アマトリチャーナ（オリーブオイルで刻みタマネギとベーコンを炒め、白ワインとトマト水煮を入れて煮込むソースのパスタ）であった。イタリア出身者にとってはフライパンでスパゲッティを炒めることはありえず、パスタは茹でたらそのままソースに和えるだけという。
食物史研究で知られるボローニャ大学教授マッシモ・モンタナリ（英語: Massimo Montanari）の1991年時点の談話によると、イタリアでは近年までスパゲッティやマカロニの需要はおもに南イタリアに限られており、イタリア全土でスパゲッティが食べられるようになったのは約40年前（1951年前後）からのことだという。この点について前川は、第二次世界大戦後、日本と同じような形でアメリカの小麦やパスタ文化がイタリアへ流入したのではないかと考察している。伊丹十三はコラム集『女たちよ！』の中で、日本のナポリタンを強く非難した上で「本格的なイタリアのトマトソース」なるものを紹介しているが、そのレシピにはアメリカの食文化であるはずのタバスコペッパーソースを入れると書いている。

### それ以外
- ロシアには「海軍風スパゲッティ」makaroniy po flotskiという料理がある。意図的に茹ですぎにしたスパゲッティと、刻みタマネギ、ほぐしたコンビーフを一緒にフライパンに入れて炒めるというもの。ケチャップを欠いていることを除けばナポリタンと同じものである[90]。
- ペルーにはタリャリンという小麦麺がある。トマト、牛肉、タマネギを炒めたソースをタリャリンにかけて食べる「タリャリン・デ・ロモ・サルタード」という料理がある。ロモ・サルタード風の麺という意味。麺も合わせて炒める場合もある[91]。
- スウェーデンでは、シェルマカロニをケチャップで炒めたパスタ料理がコンビニエンスストアの惣菜コーナーで売られていたという[92]。スウェーデンはケチャップ好きの人が多いため、老若男女問わずパスタやマカロニにケチャップを掛けて食べる人が多い[要出典]。